# Pereskia sacharosa
Pereskia sacharosa ist eine Pflanzenart in der Gattung Pereskia aus der Familie der Kakteengewächse (Cactaceae). Das Artepitheton sacharosa verweist auf den spanischen Trivialnamen „Sacharosa“. Weitere spanische Trivialnamen sind „Cuguchi“ und „Guyapa“.

## Beschreibung
Pereskia sacharosa wächst baumförmig oder strauchig und erreicht Wuchshöhen von 2 bis 7 Meter. Die äußersten Zweige wachsen oft im Zickzack. Die gestielten Laubblätter sind in ihrer Form und Größe sehr variabel. Die meist verkehrt eiförmige Blattspreite ist häufig entlang der Mittelrippe gefaltet. Sie ist 3 bis 12 Zentimeter lang und 2 bis 7 Zentimeter breit. Die fiederförmige Nervatur der Blattspreite weist vier bis sechs Seitennerven auf. Die Mittelrippe steht an der Blattunterseite hervor. An den Zweigen sind je Areole bis zu fünf, sehr kräftige, in Büscheln stehende bis ausgebreitete Dornen vorhanden, die 1 bis 4 Zentimeter lang sind. Am Stamm werden je Areole bis zu 25 Dornen ausgebildet, die eine Länge von 3 bis 5 Zentimeter aufweisen.

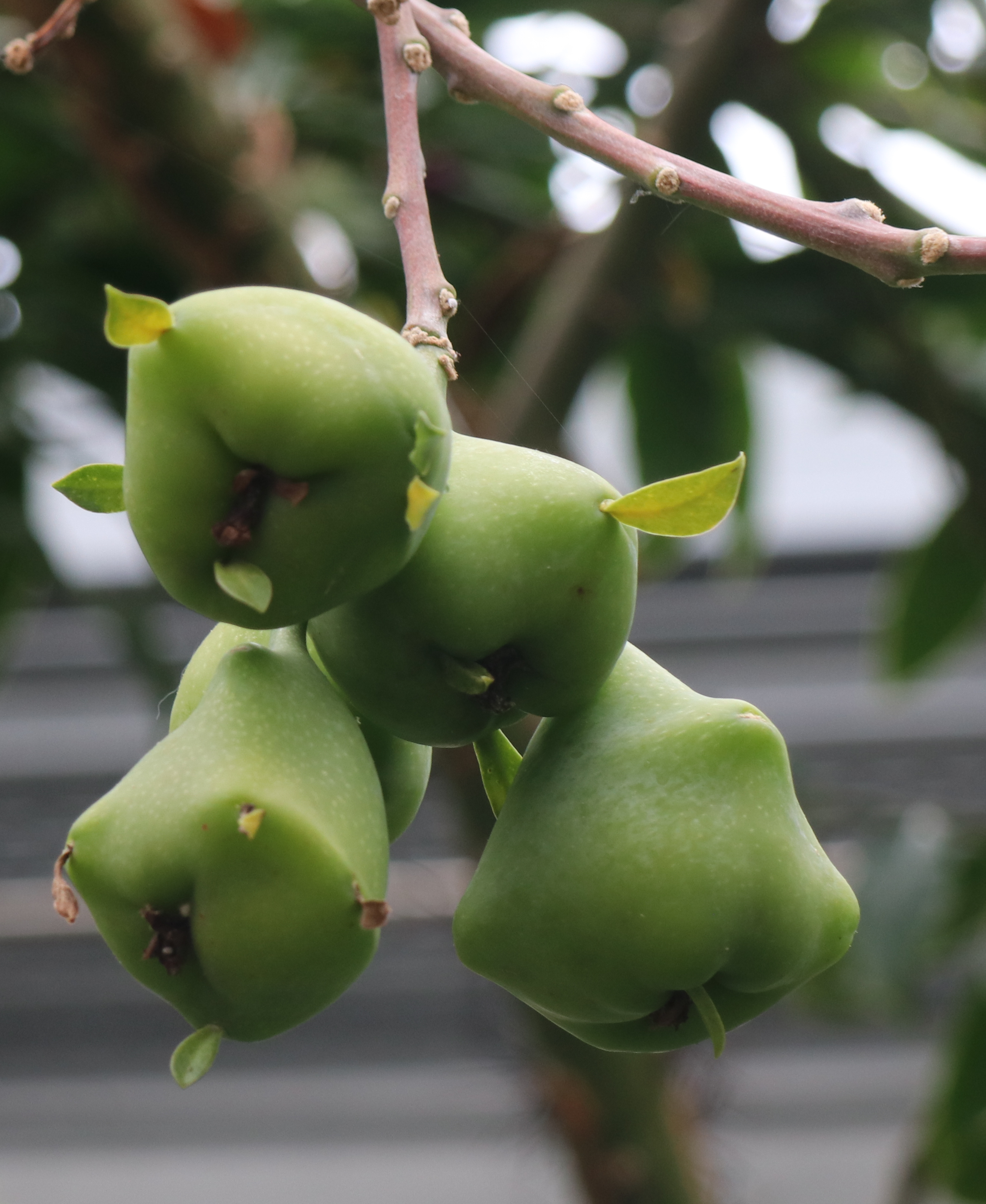
Früchte

Die verschieden rosafarbenen Blüten erscheinen einzeln oder stehen endständig in Blütenständen zu zwei bis vier Blüten. Sie erreichen einen Durchmesser von 3 bis 7 Zentimeter. Die birnen- bis fast kugelförmigen, grünen oder gelblichen, fleischigen Früchte weisen Durchmesser von 4 bis 5 Zentimeter auf.

## Verbreitung, Systematik und Gefährdung
Pereskia sacharosa ist im Südwesten Brasiliens, im Osten Boliviens, in Paraguay und im Nordwesten Argentiniens am Fuß der Anden in der Gran Chaco verbreitet.
Die Erstbeschreibung durch August Grisebach wurde 1879 veröffentlicht. Ein nomenklatorisches Synonym ist Rhodocactus sacharosa (Griseb.) Backeb. (1966). Taxonomische Synonyme sind Pereskia moorei Britton & Rose (1919), Pereskia saipinensis Cárdenas (1964), Rhodocactus saipinensis (Cárdenas) Backeb. (1966) und Pereskia sparsiflora F.Ritter (1980).
In der Roten Liste gefährdeter Arten der IUCN wird die Art als „Least Concern (LC)“, d. h. als nicht gefährdet geführt.

## Nachweise